# Łobez
Łobez ([ˈwɔbɛs]?,  lyt ?) (tysk: Labes) er en by i voivodskabet Vestpommern i det vestlige Polen. Byen har 10.066(2019) indbyggere og er en del af Stettin storbyområde. Łobez er hovedsæde for amtet Powiat łobeski.
Łobez ligger ved floden Rega, 83 km fra den tyske grænse, 190 km fra Berlin og 94 km fra havnebyen Świnoujście, som har færgeafgange til København og Ystad.
Netto driver en butik i byen.

## Borgmestre
| 1632 – Carsten Beleke           |  | 1809 – Johann Georg Falck                                            |
| 1670 – Bernd Bublich            |  | 1823–1840 – Johann Friedrich Rosenow                                 |
| 1700 – Paul Belecke             |  | 1842–1844 – Adolf Ludwig Ritter (privremeno)                         |
| 1702 – Theele                   |  | 1844–1845 – Albert Wilhelm Rizky                                     |
| 1723 – F. C. Hackebeck          |  | 1846–1852 – Heinich Ludwig Gotthilf Hasenjäger                       |
| 1734 – F. W. Weinholz           |  | prije 1859. Hasenjaeger                                              |
| 1736 – Schulze                  |  | 1852–1864 – Carl Albert Alexander Schüz                              |
| 1732 – Hackenberken             |  | 1921 – Willi Kieckbusch                                              |
| 1745 – M. C. Frize              |  | 1945 – Hackelberg, Teofil Fiutowski, Stefan Nowak, Feliks Mielczarek |
| 1746 – Johann Friedrich Thym    |  | 1946 – Władysław Śmiełowski                                          |
| 1752 – Johann Gottsried Severin |  | 1948 – Tadeusz Klimski                                               |
| 1753? – J. F. von Flige         |  | 1949 – Ignacy Łepkowski                                              |
| 1757 – Johann Friedrich Thym    |  | 1972-1990 - Zbigniew Con                                             |
| 1757 – Heller                   |  | 1990–94 - Marek Romejko                                              |
| 1767 – Gottlieb Timm            |  | 1994–1998 - Jan Szafran                                              |
| 1775 – Johann Gottfried Severin |  | 1998–2002 - Halina Szymańska                                         |
| 1790 – Jahncke                  |  | 2002–2006 - Marek Romejko                                            |
| 1805 – Heinrich (?) Falck       |  | 2006–2014 - Ryszard Sola                                             |
| 1806 – Zuther (drugi dan 1712)  |  | 2014 - Piotr Ćwikła                                                  |
| 1806 – Nemitz                   |  |                                                                      |

## Monumenter
- 15. århundrede
- 19. århundrede
- 19. århundrede
- 18. århundrede

## Berømte beboere
- Franz Andreas von Borcke (1693–1766)
- Ferdinand Nemitz (1805–1886), politiker
- Felix Genzmer (1856–1929), arkitekt
- Otto Puchstein (1856–1911), arkæolog
- Walter Goehtz (1878–1946), politiker
- Fritz Puchstein (1893-1968), skuespiller
- Kazimierz Obuchowski, (1931-2014), psykolog
- Andrzej Gudański (1979), maler
- Zygmunt (Karol) Gryczyński (1958), fysiker
- Ignacy Gryczyński (1948), biolog.

## Sport
- MLKS "Światowid" – fodboldklub